# Genom vatten och eld (sång)
Genom vatten och eld, skriven av Torgny Söderberg, är en dansbandslåt som ursprungligen spelades in av Lotta & Anders Engbergs orkester på studioalbumet "Genom vatten och eld" 1989 , och finns även på samlingen "Världens bästa Lotta" från 2006 av Lotta Engberg. Låten blev en stor hit och låg på Svensktoppen 1989. 
1990 tolkade Lisbet Jagedal & Pools orkester låten på albumet Lisbeth Jagedal & Pools orkester .
Hårdrocksgruppen Black-Ingvars spelade 1995 in den på sitt medley "Whole Lotta Engberg", då i hårdrocksstil .
I TV-serien Leende guldbruna ögon från 2007 framförs låten av det fiktiva dansbandet Sven Bodins, och denna version finns även på TV-seriens soundtrack .